# Stanisław Masłowski
Pour les articles homonymes, voir Maslowski.
Stanisław Stefan Zygmunt Masłowski né le 3 décembre 1853 à Włodawa, et mort le 31 mai 1926 à Varsovie, est un peintre polonais.

## Biographie
Fils de Rajmund Masłowski, avocat, et de Waleria Danilewicz, il est, du côté de sa mère, petit-fils de Vincent Danilewicz. En 1856, la famille déménage à Garwolin
puis, emménage entre 1858 et 1865, à Chęciny.
Son frère Bolesław Masłowski est chimiste.

## Galerie
En 1913, Masłowski expose en France
- Café arabe
- Trésor du Bey
- L'Escalier des Lions
- La Salle de la Fontaine
- Une Ferme sous la neige en Pologne